# 기타카타시
기타카타시(일본어: 喜多方市)는 일본 후쿠시마현 아이즈(会津) 지방 북부에 있는 시이다. 후쿠시마현 서부에 위치한다. 일본 3대 라멘 중 하나로 꼽히는 기타카타 라멘의 발상지이며, 창고가 즐비한 거리를 즐길 수 있어 '창고의 거리'로 알려져 있다. 과거에는 기타카타카타라고 표기되었다. 또한 합병으로 기타카타카타시가 된 야마토정은 소바의 마을, 다카사토초는 화석의 마을이라는 특색이 있다.

## 인접한 자치체
- 후쿠시마현
  - 아이즈와카마쓰시
  - 야마군 기타시오바라촌, 니시아이즈정, 반다이정
  - 가와누마군 아이즈반게정, 유가와촌
- 야마가타현
  - 요네자와시
  - 니시오키타마군 이데정, 오구니정
- 니가타현
  - 시바타시
  - 히가시칸바라군 아가정

## 역사
- 1875년 - 야마군 고아라이촌·세이지타이촌·오다지키촌·쓰카하라촌·이나무라촌 등 5개 촌이 합병하여 기타카타정이 신설되었다.
- 1954년 3월 31일 - 기타카타정 및 야마군 마쓰야마촌·가미산미야촌·이와쓰키촌·세키시바촌·구마쿠라촌·게이토쿠촌·도요카와촌 등 1정 7촌이 합병하여 기타카타시가 신설되었다.
- 2006년 1월 4일 - 기타카타시 및 야마군 아쓰시오카노촌·시오카와정·야마토정·다카사토촌이 합병하여 기타카타시가 신설되었다.

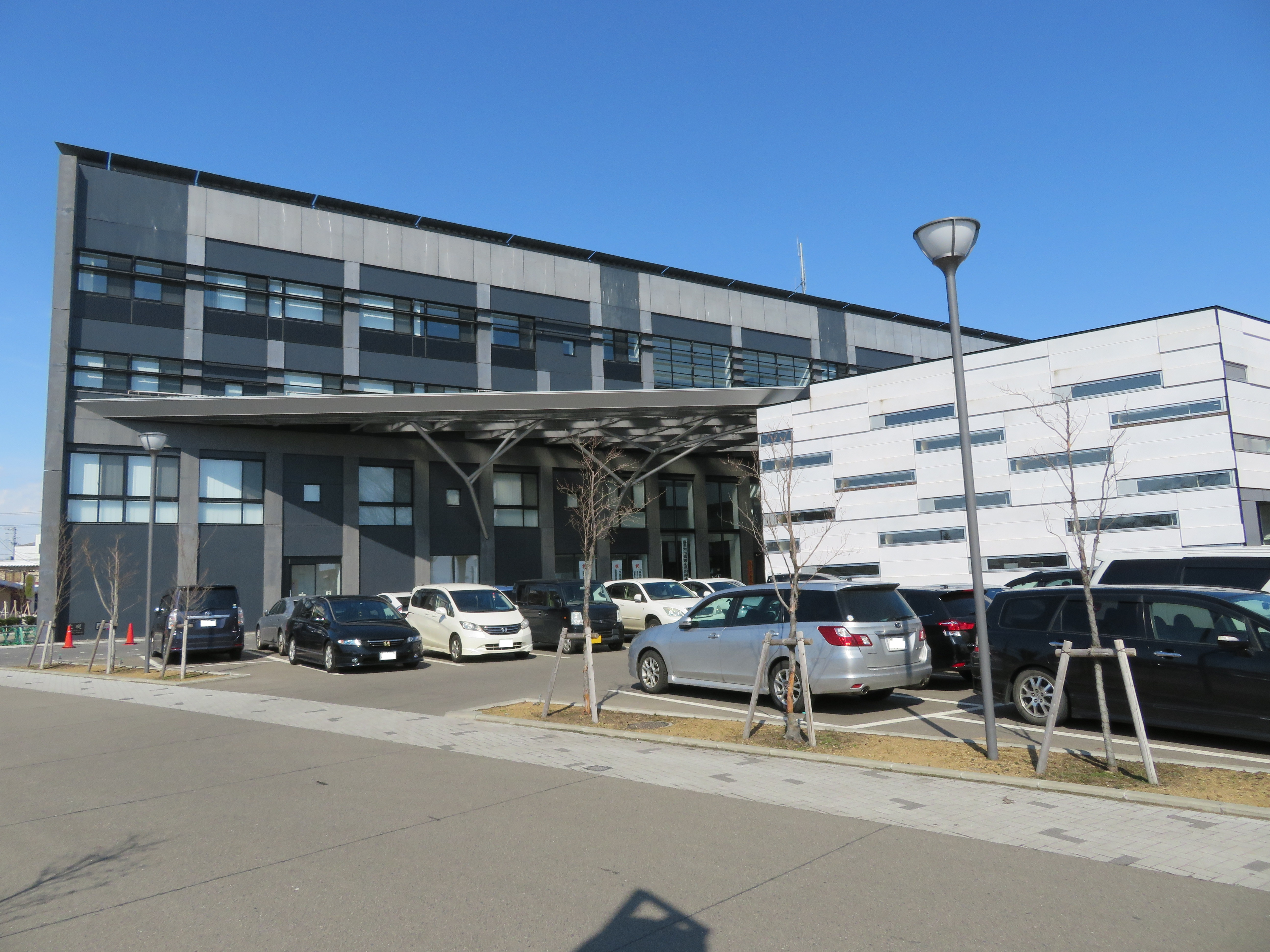
기타카타시청

## 음식
1990년대 이후 삿포로, 하카타와 비견하는 라멘의 고장으로 일본에서 전국적으로 알려졌다. 통합하기 전의 기타카타시 인구는 약 3만 7천 명이었으나 120곳 이상의 라면 가게가 있다.

## 교통

### 철도
- 동일본 여객철도 반에쓰사이선

### 도로
- 국도 121호선
- 국도 459호선

## 인구
| 연도 | 인구   | ±%     |
| ---- | ------ | ------ |
| 1960 | 70,083 | —      |
| 1970 | 64,177 | −8.4%  |
| 1980 | 60,456 | −5.8%  |
| 1990 | 59,817 | −1.1%  |
| 2000 | 58,571 | −2.1%  |
| 2010 | 52,373 | −10.6% |

## 기후
| 기타카타시의 기후                                            | 기타카타시의 기후 | 기타카타시의 기후 | 기타카타시의 기후 | 기타카타시의 기후 | 기타카타시의 기후 | 기타카타시의 기후 | 기타카타시의 기후 | 기타카타시의 기후 | 기타카타시의 기후 | 기타카타시의 기후 | 기타카타시의 기후 | 기타카타시의 기후 | 기타카타시의 기후 |
| 월                                                           | 1월               | 2월               | 3월               | 4월               | 5월               | 6월               | 7월               | 8월               | 9월               | 10월              | 11월              | 12월              | 연간              |
| ------------------------------------------------------------ | ----------------- | ----------------- | ----------------- | ----------------- | ----------------- | ----------------- | ----------------- | ----------------- | ----------------- | ----------------- | ----------------- | ----------------- | ----------------- |
| 역대 최고 기온 °C (°F)                                       | 12.7 (54.9)       | 15.5 (59.9)       | 22.6 (72.7)       | 30.0 (86.0)       | 35.1 (95.2)       | 35.5 (95.9)       | 37.4 (99.3)       | 38.0 (100.4)      | 36.2 (97.2)       | 30.9 (87.6)       | 23.6 (74.5)       | 19.7 (67.5)       | 38.0 (100.4)      |
| 일평균 최고 기온 °C (°F)                                     | 2.5 (36.5)        | 3.6 (38.5)        | 8.4 (47.1)        | 16.4 (61.5)       | 22.5 (72.5)       | 25.8 (78.4)       | 28.9 (84.0)       | 30.5 (86.9)       | 26.0 (78.8)       | 19.5 (67.1)       | 12.1 (53.8)       | 5.3 (41.5)        | 16.8 (62.2)       |
| 일일 평균 기온 °C (°F)                                       | −1.0 (30.2)       | −0.7 (30.7)       | 3.0 (37.4)        | 9.5 (49.1)        | 15.7 (60.3)       | 20.1 (68.2)       | 23.5 (74.3)       | 24.5 (76.1)       | 20.1 (68.2)       | 13.5 (56.3)       | 6.9 (44.4)        | 1.7 (35.1)        | 11.4 (52.5)       |
| 일평균 최저 기온 °C (°F)                                     | −5.1 (22.8)       | −5.2 (22.6)       | −1.9 (28.6)       | 3.2 (37.8)        | 9.4 (48.9)        | 15.3 (59.5)       | 19.3 (66.7)       | 19.9 (67.8)       | 15.5 (59.9)       | 8.7 (47.7)        | 2.5 (36.5)        | −1.7 (28.9)       | 6.7 (44.0)        |
| 역대 최저 기온 °C (°F)                                       | −18.1 (−0.6)      | −16.4 (2.5)       | −14.0 (6.8)       | −6.9 (19.6)       | −0.1 (31.8)       | 5.6 (42.1)        | 10.6 (51.1)       | 10.6 (51.1)       | 4.7 (40.5)        | −1.7 (28.9)       | −7.5 (18.5)       | −12.1 (10.2)      | −18.1 (−0.6)      |
| 평균 강수량 mm (인치)                                        | 149.3 (5.88)      | 108.9 (4.29)      | 107.2 (4.22)      | 85.2 (3.35)       | 84.5 (3.33)       | 124.3 (4.89)      | 222.1 (8.74)      | 168.0 (6.61)      | 122.4 (4.82)      | 115.4 (4.54)      | 113.6 (4.47)      | 161.2 (6.35)      | 1,561.9 (61.49)   |
| 평균 강수일수 (≥ 1.0 mm)                                     | 19.3              | 16.2              | 16.1              | 12.2              | 10.5              | 11.3              | 14.4              | 11.6              | 11.3              | 11.7              | 14.3              | 19.3              | 168.2             |
| 평균 월간 일조시간                                           | 80.8              | 99.6              | 145.7             | 176.7             | 204.0             | 166.4             | 153.5             | 196.9             | 142.0             | 134.0             | 99.1              | 70.6              | 1,669.2           |
| 출처: 일본 기상청 (평년값: 1991년~2020년, 극값: 1976년~현재) |                   |                   |                   |                   |                   |                   |                   |                   |                   |                   |                   |                   |                   |